# 后窗枯叶钩蛾
后窗枯叶钩蛾（学名：Canucha specularis）是鱗翅目钩蛾科的一种，体长13～16毫米，头部污黄色，身体灰褐色，胸足黄褐色。触角双栉形，触角干黑色，栉叶褐色。翅长21～31毫米。前翅枯黄色，前缘中部隆起，顶角尖，明显外突，外缘有一排黑点。后翅中部有一条黄色直线，与前翅斜线连贯，黄线内侧有黑色宽带，外侧M2脉两侧有椭圆形窗斑2个。分布于中国，印度，斯里兰卡及印度尼西亚等地。